# Les Sucettes (album)
Albums de France Gall
Baby pop
(1966) 1968
(1968)
FG (communément appelé Les Sucettes d'après de la chanson la plus populaire) est le quatrième album studio - sur vinyle - de France Gall, sorti en pleine période yéyé en novembre 1966.
La réalisation de cet album s'est faite avec Alain Goraguer et son orchestre.
Cinq morceaux (Bonsoir John John, et les quatre derniers) sont sortis au préalable sur EP ou 45 tours.

## Titres
| A1. | Tu n'as pas le droit     | Jean-Max Rivière               | Gérard Bourgeois                | 2:04 |
| A2. | Il neige                 | Jean-Max Rivière               | Gérard Bourgeois                | 2:22 |
| A3. | Oh ! Quelle famille      | Robert Gall                    | Georges Liferman                | 2:00 |
| A4. | Les Leçons particulières | Maurice Vidalin                | Jacques Datin et Alain Goraguer | 2:35 |
| A5. | J'ai retrouvé mon chien  | Pierre Delanoë et Maurice Tézé | Alain Goraguer                  | 2:40 |
| A6. | Bonsoir John-John        | Gilles Thibaut                 | Claude-Henri Vic                | 2:15 |

| B1. | Celui que j'aime       | Robert Gall                    | Patrice Gall                      | 2:33 |
| B2. | L'Écho                 | Robert Gall                    | Alain Goraguer                    | 2:15 |
| B3. | La Rose des vents      | Maurice Vidalin                | Jacques Datin                     | 2:25 |
| B4. | La Guerre des chansons | Robert Gall                    | Patrice Gall                      | 2:33 |
| B5. | Les Sucettes           | Serge Gainsbourg               | Serge Gainsbourg                  | 2:38 |
| B6. | Quand on est ensemble  | Robert Gall et Roland Berthier | Franck Pourcel et Raymond Lefèvre | 2:14 |

À noter:
- Avec la chorale des Petits Chanteurs de l’Île-de-France dirigée par Jean Amoureux : titres A3, A5